# Ditkivți, Zboriv
Ditkivți (în ucraineană Дітківці) este un sat în comuna Mșaneț din raionul Zboriv, regiunea Ternopil, Ucraina. Este situat în partea de vest a Ucrainei și face parte din zona istorică a regiunii cunoscute sub numele de Halici.
Așadar, Ditkivți este unul dintre satele din zona rurală a Ucrainei, cu o populație care trăiește în principal din agricultură și alte activități legate de mediul rural. Cu siguranță, este un loc bogat în tradiții și cultură locală.

## Demografie
Componența lingvistică a localității Ditkivți
     Ucraineană (100%)
Conform recensământului din 2001, toată populația localității Ditkivți era vorbitoare de ucraineană (100%).